# Palaina strigata
Palaina strigata é uma espécie de gastrópode da família Diplommatinidae.
É endémica de Palau.